# Dysdera aculeata
Dysdera aculeata este o specie de păianjeni din genul Dysdera, familia Dysderidae, descrisă de Kroneberg, 1875. Conform Catalogue of Life specia Dysdera aculeata nu are subspecii cunoscute.